# Wikariat apostolski Yurimaguas
Wikariat apostolski Yurimaguas – wikariat apostolski Kościoła rzymskokatolickiego w Peru, podległy bezpośrednio Stolicy Apostolskiej. Powstał w 1921 jako prefektura apostolska San Gabriel de la Dolorosa del Marañón. Status wikariatu uzyskał w 1936, zaś obecną nazwę w 1960 roku. Wszyscy dotychczasowi prefekci i wikariusze apostolscy byli członkami zakonu pasjonistów. 

## Ordynariusze

### Prefekci apostolscy
- Atanasio Celestino Jáuregui y Goiri CP (1921-1936)

### Wikariusze apostolscy
- Atanasio Celestino Jáuregui y Goiri CP (1936-1957)
- Gregorio Elias Olazar Muruaga CP (1957-1992)
- Miguel Irizar Campos CP (1972-1989)
- José Luis Astigarraga Lizarralde CP (1991-2016)
- Jesús María Aristín Seco CP (od 2020)